# Обновлённая УНИТА
Обновлённая УНИТА (порт. UNITA Renovada) — ангольская политическая организация 1998—2005 годов. Создана умеренными деятелями УНИТА в качестве альтернативы радикально антиправительственному курсу исторического лидера УНИТА Жонаса Савимби. Выступала за лояльный компромисс с правящей МПЛА на основе Лусакского протокола. Прекратила деятельность после гибели Савимби, окончания гражданской войны и легализации исторической УНИТА.

## Предыстория
С 1975 года в Анголе шла гражданская война между правительством МПЛА и повстанческим движением УНИТА. Во главе МПЛА стояли Агостиньо Нето (1975—1979) и Жозе Эдуарду душ Сантуш (с 1979), бессменным лидером УНИТА был Жонас Савимби. Режим МПЛА до 1990 позиционировался как марксистско-ленинский и просоветский, на его стороне воевали кубинские экспедиционные войска. Идеология УНИТА совмещала левый радикализм с крайним антикоммунизмом, движение пользовалось поддержкой КНР и американской администрации Рональда Рейгана.
Положение резко изменилось на рубеже 1980—1990-х. Под влиянием советской перестройки МПЛА отказалась от коммунистической идеологии и согласилось на мирные переговоры с УНИТА. В мае 1991 президент Анголы душ Сантуш и лидер УНИТА Савимби подписали Бисесские соглашения о прекращении гражданской войны и переходе к многопартийной демократии. Однако выборы 1992 года не удалось провести в соответствии с договорённостями — разразился политический кризис и кровавый конфликт. Гражданская война возобновилась с небывалой ранее интенсивностью.

## Шаткое перемирие
Новая попытка компромисса была предпринята осенью 1994 года. Правительство МПЛА и руководство УНИТА согласовали Лусакский протокол, подтвердивший Бисесские соглашения. В апреле 1997 было сформировано Правительство национального единства и примирения, в которое вошли представители УНИТА.
Савимби получил официальный статус лидера оппозиции. Некоторые деятели из его окружения заняли видные государственные посты: например, Жорже Валентин — в правительстве, Демостенеш Амос Шилингутила — в министерстве обороны, Арлиндо Пена — в генеральном штабе ангольских вооружённых сил.
Однако обе стороны считали компромисс временным перемирием и готовились к окончательному военному решению. Соотношение сил складывалось не в пользу УНИТА. Видные деятели оппозиции — прежде всего Валентин, Шилингутила и секретарь УНИТА Эужениу Манувакола — склонялись к полной интеграции в государственную систему на правах «младших партнёров» МПЛА. Это шло вразрез с намерениями Савимби и его ближайших соратников, подобных командиру спецназа УНИТА Антониу Дембу.
В 1998 году стало очевидным скорое возобновление гражданской войны. Умеренное крыло УНИТА приняло решение создать самостоятельную организацию.

## Создание и программа UNITA-R
Инициативу в сентябре 1998 проявил Эужениу Манувакола, его поддержали Жорже Валентин и Демостенеш Амос Шилингутила. Они пошли на открытый разрыв с Савимби, учредив партию UNITA Renovada (UNITA-R) — Обновлённая УНИТА.
Программа «Обновлённой УНИТА» в общем и целом сводилась к выполнению положений Лусакского протокола. Партия позиционировалась как лояльная оппозиция — формально сохранявшая некоторые признаки исторической УНИТА, но отказывающаяся от вооружённой борьбы с правительством МПЛА. Такая позиция обосновывалась декоммунизацией правящего режима, формальным провозглашением демократических принципов и выводом из Анголы кубинских войск. Эти принципы Бисесских соглашений рассматривались как достаточные для примирения с МПЛА.
Первый съезд «Обновлённой УНИТА» состоялся в Луанде 11—14 января 1999 года. Участвовали около семисот делегатов. Председателем был избран Эужениу Манувакола, генеральным секретарём — Сильвестр Габриэл Сами, секретарём во внешним связям — Жорже Валентин. Съезд выразил полную поддержку Лусакскому протоколу, который характеризовал как основу для достижения мира в Анголе. Вина за продолжение кровопролития возлагалась на УНИТА и лично Савимби. Съезд потребовал роспуска вооружённых сил УНИТА. Одновременно было объявлено о содействии правительству в таких областях, как экономическое развитие, обеспечение полной занятости, разминирование территорий. Официальные программные установки носили левоцентристский характер.
18 февраля 1999 года в Луанде было подписано соглашение между правительством Анголы и партией «Обновлённая УНИТА». Стороны выразили приверженность Лусакскому протоколу и обязались его соблюдать. При этом подчёркивалось, что «военизированные группы Жонаса Савимби находятся вне рамок Лусакского протокола». Фактически это означало договор о военно-политическом союзе и совместном подавлении УНИТА. От имени правительства соглашение подписал министр региональной администрации Фаустино Мутека, от имени «Обновлённой УНИТА» — Эужениу Манувакола.
В последующие три года деятельность «Обновлённой УНИТА» сводилась к изъявлении лояльности правительству МПЛА и президенту душ Сантушу и призывам к членам УНИТА прекратить вооружённую борьбу. По словам Жорже Валентина, «Обновлённая УНИТА» играла роль «моста для тех, кто переходил на сторону законности». Таким образом, UNITA-R являлась организацией бывших сторонников Савимби, решивших перейти на сторону властей.

## После легализации исторической УНИТА
22 февраля 2002 года погиб в бою Жонас Савимби. 5 марта 2002 стало известно о смерти его преемника Антониу Дембу. Эужениу Манувакола заявил, что бойцы УНИТА продолжали вооружённое сопротивление «только по воле доктора Савимби». Он констатировал военное поражение УНИТА и высказал претензии своей партии на организационно-политическую роль в ходе стабилизации — в частности, в распределении гуманитарной помощи.
Руководство УНИТА принял повстанческий генерал Паулу Лукамба Гату. Хотя до того генерал Гату считался «твёрдым савимбистом», он немедленно вступил в переговоры с правительством. 4 апреля был подписан Меморандум о взаимопонимании — очередное соглашение о прекращении огня и политическом урегулировании. Лукамба Гату встретился также с Эужениу Мануваколой.
Вооружённые силы УНИТА были частично интегрированы в правительственную армию, частично демобилизованы. УНИТА легализовалась как оппозиционная партия. В новых условиях наличие «Обновлённой УНИТА» в значительной степени теряло смысл.
В июле 2002 года Эужениу Манувакола подал в отставку с поста председателя «Обновлённой УНИТА». Лидеры легализованной УНИТА приветствовали этот шаг как облегчающий процесс объединения. После заявлений Мануваколы их слишком многое разделяло. Первая же встреча Мануваколы с Лукамбой Гату в апреле 2002 оставила скорее негативное впечатление.
В 2003 году историческую УНИТА возглавил Исайаш Самакува. Между организациями происходило организационно-политическое сближение, постепенно переросшее в интеграцию, которая в основном завершилась к 2006 году. Большинство руководителей и активистов «Обновлённой УНИТА», в том числе Манувакола и Шилингутила, вернулись в историческую УНИТА. Жорже Валентин примкнул к МПЛА (31 марта 2022 Валентин, наряду с президентом УНИТА Адалберту Кошта Жуниором и президентом ФНЛА Ними Йя Симби, получил статус советника президента Анголы).

## Версии финансирования
После учредительного съезда Обновлённой УНИТА в Луанде возникли слухи о том, что разрыв основателей партии с Савимби был профинансирован правительством в размере 3 миллионов долларов. Доказательств этому нет, но аналогичные сведения распространялись во время конфликта в другой оппозиционной партии — ФНЛА: утверждалось, что Лукас Нгонда Бенги, противник Холдена Роберто, получил от правительства 12 миллионов долларов.